# Josep Maria de Sagarra
Josep Maria de Sagarra, conosciuto anche come Josep de Sagarra (Barcellona, 5 marzo 1894 – Barcellona, 27 settembre 1961), è stato un poeta, scrittore e traduttore spagnolo che scrisse in lingua catalana.

## Biografia
In particolare è stato promotore dell'iniziativa che, in pochissimi mesi, ha portato alla traduzione completa, dall'italiano al catalano, della Divina Commedia di Dante Alighieri, eseguita pressoché totalmente da lui. È stato anche un buon poeta, componendo decine di opere, soprattutto in terzine, sempre in lingua catalana.

## Opere

### Poesia
- "Primer llibre de poemes" (1914)
- "El Mal Caçador" (1916)
- Cançons d'abril i de novembre, 1918
- Cançons de taverna i d'oblit, 1922
- Cançons de rem i de vela, 1923
- Cançons de totes les hores, 1925
- El comte Arnau, 1928, poema in decasillabi
- La rosa de cristall, 1933
- Àncores i estrelles, 1936
- Entre l’equador i els tròpics, 1938 o 1946
- El poema de Montserrat, 1950
- Divina Comèdia, traduzione da Dante, 1950

### Teatro
- "Rondalla d'esparvers" (1918)
- "L'estudiant i la pubilla" (1921)
- "El jardinet de l'amor" (1922)
- "Dijous Sant" (1923)
- "El foc de les ginesteres" (1923)
- "Fidelitat" (1925)
- La Llúcia i la Ramoneta, 1928, commedia
- Les llàgrimes de l'Angelina, 1928, commedia
- La Rambla de les floristes, 1935
- Judit, 1929
- Marçal Prior, 1926
- La filla del Carmesí, 1929
- La corona d'espines, 1930
- L'Hostal de la Glòria, 1931
- El cafè de la Marina, 1933
- La Plaça de Sant Joan, 1934
- Reina, 1935
- El prestigi dels morts, 1946
- La fortuna de Sílvia, 1947
- Galatea, 1948
- L'hereu i la forastera, 1949
- Les vinyes del Priorat, 1950
- L'alcova vermella, 1952
- La ferida lluminosa, 1954
- La paraula de foc, 1955
- El senyor Perramon, tradotto da Molière, 1960
- El fiscal Requesens, tradotto da Gogol', 1961

### Novelle
- Paulina Buxareu, 1919
- All i salobre, 1929
- Vida privada, 1932 vincitrice del Premio Joan Crexells

### Antologia di articoli su stampa periodica
- Cafè, copa i puro, 1929
- L'aperitiu, 1937 o 1946
- Cola de gallo, 1959, in spagnolo
- Memòries, 1954
- "L'ànima de les coses" (2001)
- "El perfum dels dies" (2004)

### Altre opere
- Els ocells amics, 1922
- "Montserrat" (1960), guida turistica
- Verdaguer, poeta de Catalunya, edizione postuma del 1968, critica letteraria.